# Good Riddance
Good Riddance es una banda de punk rock estadounidense procedente de Santa Cruz, California. El grupo se formó en el año 1986 y se separaría en el 2007, después de editar siete álbumes de estudio a través del sello Fat Wreck Chords. Liderada por el vocalista Russ Rankin, en ella también estaban el guitarrista Luke Pabich, el bajista Chuck Platt y el batería Sean "SC" Sellers. Su sonido estaba influenciado por la escena hardcore punk y la banda fue conocida por combinar punk rock rápido y melodías pegadizas. Las letras van desde la protesta política y el análisis crítico de la sociedad estadounidense hasta la lucha personal y la alienación. Además, la banda avoca por los derechos de los animales (todos sus miembros son veganos o vegetarianos y straight edge), apoyando a PETA y el Partido verde.
La banda se reúne de nuevo en 2015 para grabar el disco Peace in our time nuevamente para el sello Fat Wreck Chords. En 2019 continúan girando.

## Discografía
- For God and Country - 1995
- A Comprehensive Guide to Moderne Rebellion - 1996
- Ballads from the Revolution - 1998
- Operation Phoenix - 1999
- Symptoms of a Leveling Spirit - 2001
- Bound by Ties of Blood and Affection - 2003
- My Republic - 2006
- Peace in our time - 2015
- Thoughts and Prayers - 2019